# Агапорнис
Агапорнис (лат. Agapornis) је род папагаја, који се још назива и „љубавне птице”, „птице љубавнице” или „птице љубави” (грчки: αγάπη agape значи „љубав“; όρνις ornis значи „птица“). Све врсте овог рода су веома друштвене и привржене, а парови велики део дана проводе једно уз друго и развијају јаку моногамну везу, због чега је овај род и назван птице љубавнице. Насељавају афрички континент, са тим да једна врста живи искључиво на Мадагаскару. Неке врсте су омиљене као кућни љубимци, а одгајене су и нове сорте са различитим бојама перја. При томе је важно да су кућни љубимци оне јединке које су одгајене у заточеништву, радије него примерци из дивљине, пре свега због евентуалних болести. Занимљиво је да испуштају карактеристичне звуке који упозоравају газду да им није посвећена довољна пажња. Међутим, стално одазивање на те звуке могло би размазити љубимца. Савети су да је боље чешће посвећивати краће време овим птицама, него пар пута дуже време сваког дана. Просечно живе од 10 до 15 година.

## Класификација
Врсте и подврсте:
- -{Agapornis roseicollis, (Vieillot, 1818)
  - Agapornis roseicollis catumbella, B.P. Hall, 1952
  - Agapornis roseicollis roseicollis, (Vieillot 1818)
- Agapornis personatus, Reichenow, 1887
- Agapornis fischeri, Reichenow, 1887
- Agapornis lilianae, Shelley, 1894
- Agapornis nigrigenis, W.L. Sclater, 1906
- Agapornis canus, (Gmelin, 1788) — aka Grey-headed Lovebird
  - Agapornis canus ablectaneus, Bangs, 1918
  - Agapornis canus canus, (Gmelin, 1788)
- Agapornis taranta, (Stanley, 1814)
- Agapornis pullarius, (Linnaeus, 1758)
  - Agapornis pullarius pullarius, (Linnaeus, 1758)
  - Agapornis pullarius ugandae, Neumann, 1908
- Agapornis swindernianus, (Kuhl, 1820)
  - Agapornis swindernianus emini, Neumann, 1908
  - Agapornis swindernianus swindernianus, (Kuhl, 1820)
  - Agapornis swindernianus zenkeri, Reichenow, 1895}-